# PSR J1719-1438 b
PSR J1719-1438 bは、ミリ秒パルサー、PSR J1719-1438の周りを公転する太陽系外惑星である。

## 物理的性質

### 概要
PSR J1719-1438 bは、質量が木星とほぼ同じと推定されているが、その一方で半径は木星の40%程しかないと推定されている。このため、密度は19.5g/cm3と極めて高い。その密度から、後述するとおり通常の惑星ではなく、かつて白色矮星であった天体の中心核であると考えられている。表面付近は酸素、内部は炭素で構成されており、炭素は結晶化してダイヤモンドのようになっていると考えられている。

### 誕生
PSR J1719-1438のようなミリ秒パルサーは、通常の生成方法で生じた惑星を持たないと考えられており、先行例として、ミリ秒パルサーPSR B1257+12の複数の惑星も、元の恒星が超新星爆発をしたときに生じた残骸が固まって生じた惑星であると言われている。PSR J1719-1438 bは、元々は中心星であるPSR J1719-1438と連星であった恒星で、先にPSR J1719-1438が超新星爆発によって中性子星となり、白色矮星となっていたPSR J1719-1438 bの表層を剥ぎ取ったと考えられている。これによって、PSR J1719-1438は物質を取り入れて自転が加速しミリ秒パルサーとなり、PSR J1719-1438 bは収縮した中心核が残ったと考えられている。PSR J1719-1438 bの質量は、元々の白色矮星の0.1%程であると考えられている。

## 軌道
PSR J1719-1438 bは、中心星であるPSR J1719-1438の周りをわずか2時間11分ほどで公転している。この公転周期は、太陽系外惑星の中で最も短いものである。また、公転半径も66万kmしかなく、これも太陽系外惑星の中で最も近い。これは地球と月の2倍程でしかない。